# Sparta (vysílačka)

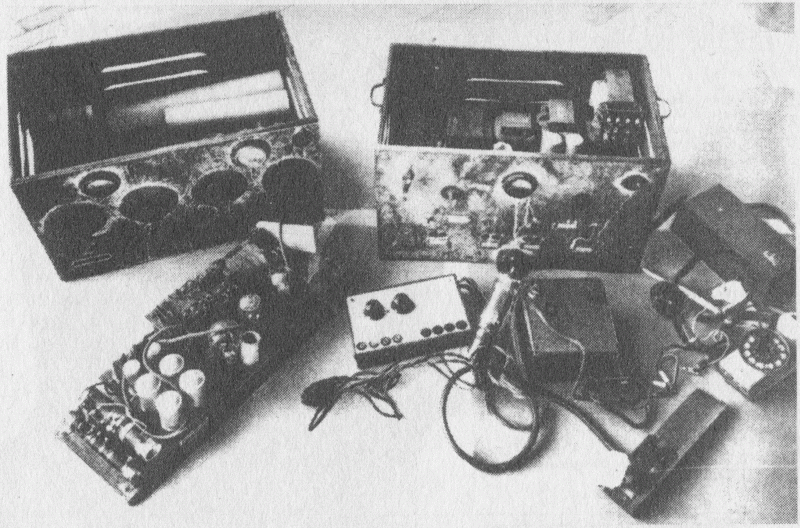
Radiotelegrafický komplet třídy Sparta

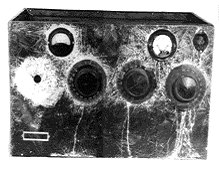
Čelní panel radiostanice třídy Sparta I

Sparta bylo označení radiových vysílacích stanic používaných v letech 1940 až 1941 českým odbojem během druhé světové války. Počet stanic sítě Sparta činil zřejmě dvacet přístrojů. Vysílání depeší probíhalo buď z Prahy, nebo z jejího okolí. Celkově takto radiotelegrafisté vystřídali několik desítek míst. Vysláno bylo celkem asi 16 tisíc depeší, které obsahovaly údaje jak o politice, tak vojenské, hospodářské nebo meteorologické informace.
Německá kontrarozvědka zaměřující se na odhalování ilegálních vysílaček (Funkabwehr) o vysílání věděla, ale až 7. května 1941 se jí zdařilo ve spolupráci s gestapem polohu lokalizovat a posléze i vysílačku označovanou Sparta I. odhalit.
Přibližně po týdnu Němci odhalili i vysílačku Sparta II. Během zatýkání radistů došlo k přestřelce, při které utrpěl vážná zranění podplukovník Josef Mašín, ale radistovi Františku Peltánovi se spolu se štábním kapitánem Václavem Morávkem podařilo uprchnout. Vysílací stanice byla tehdy zničena. Pod stejným označením sice začala od 15. června 1941 vysílat nová vysílačka, ale již po jedenácti dnech (26. června) došlo při převozu k jejímu zničení.
Počínaje 8. červencem 1941 tak spojení s londýnskou exilovou vládou udržovala pouze nová vysílačka označená Sparta I., kterou provozovala skupina kolem docenta Vladimíra Krajiny. V září 1941 se stal zastupujícím říšským protektorem Reinhard Heydrich a po šesti dnech od nástupu byla vysílačka v Jinonickém akcízu identifikována a odhalena. Domácí odboj tak následně zůstal bez spojení s exilovou vládou v Londýně.

## Galerie

Radiový komplet třídy Sparta zabavený gestapem v souvislosti se zatčením podplukovníka generálního štábu Štěpána Adlera
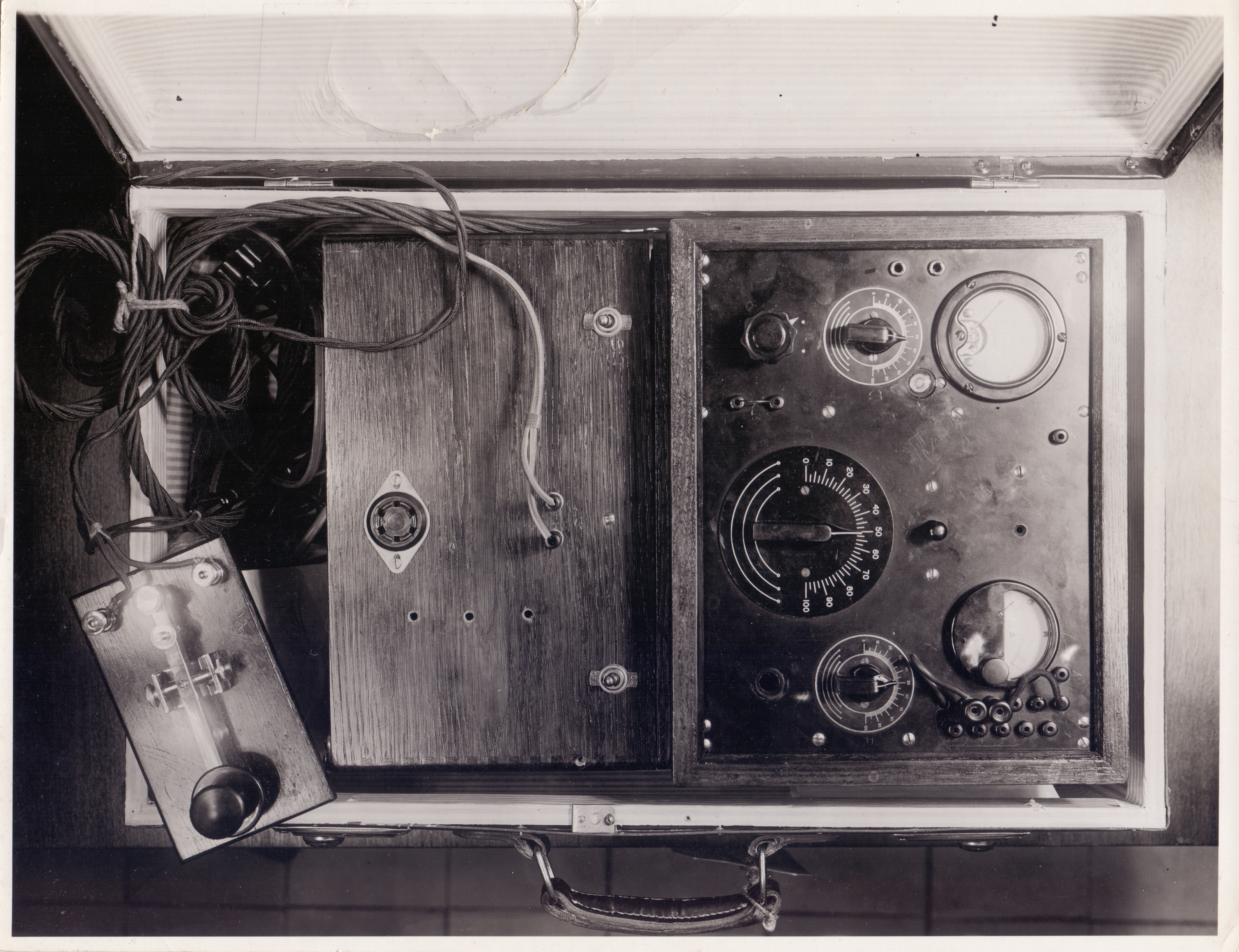
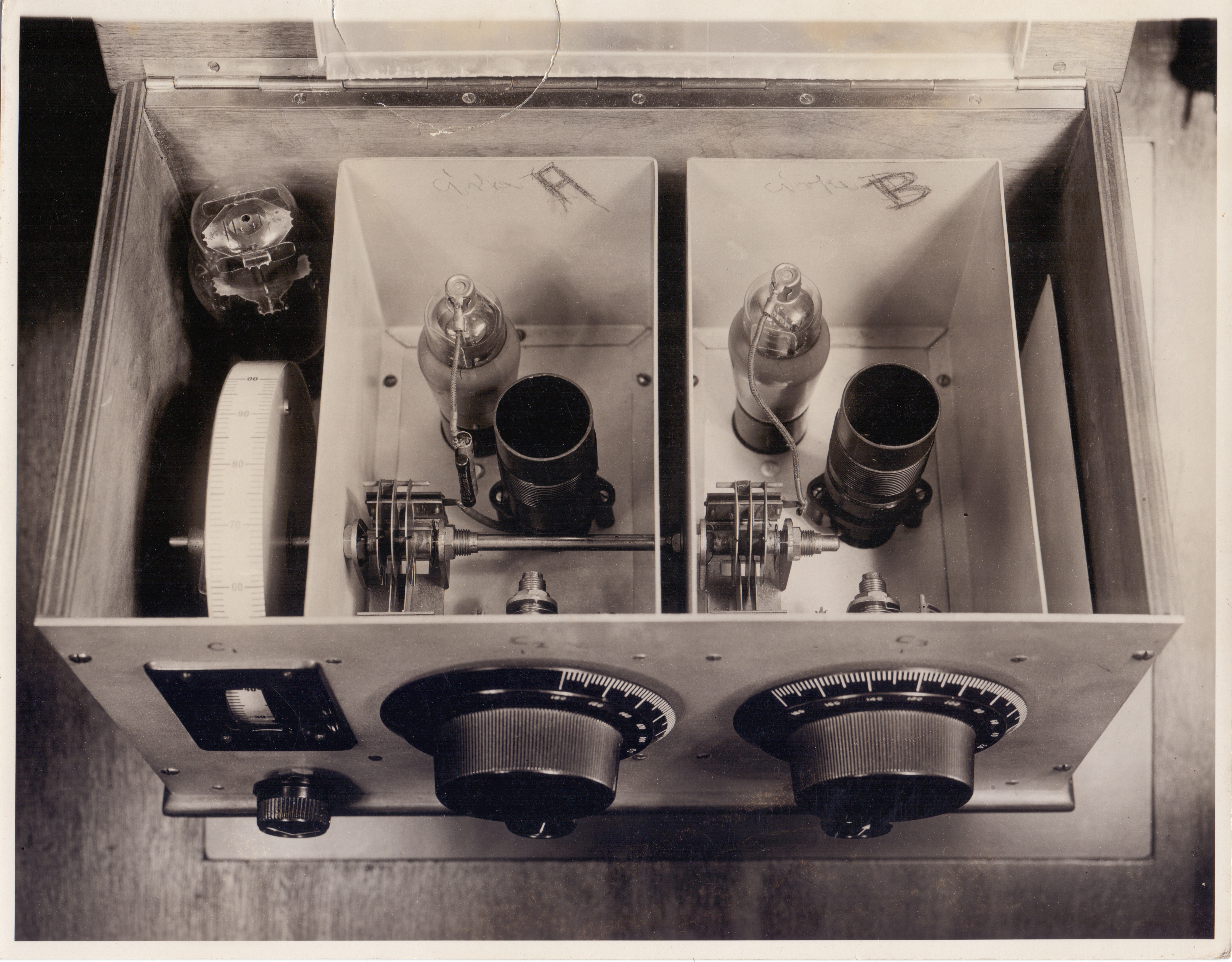
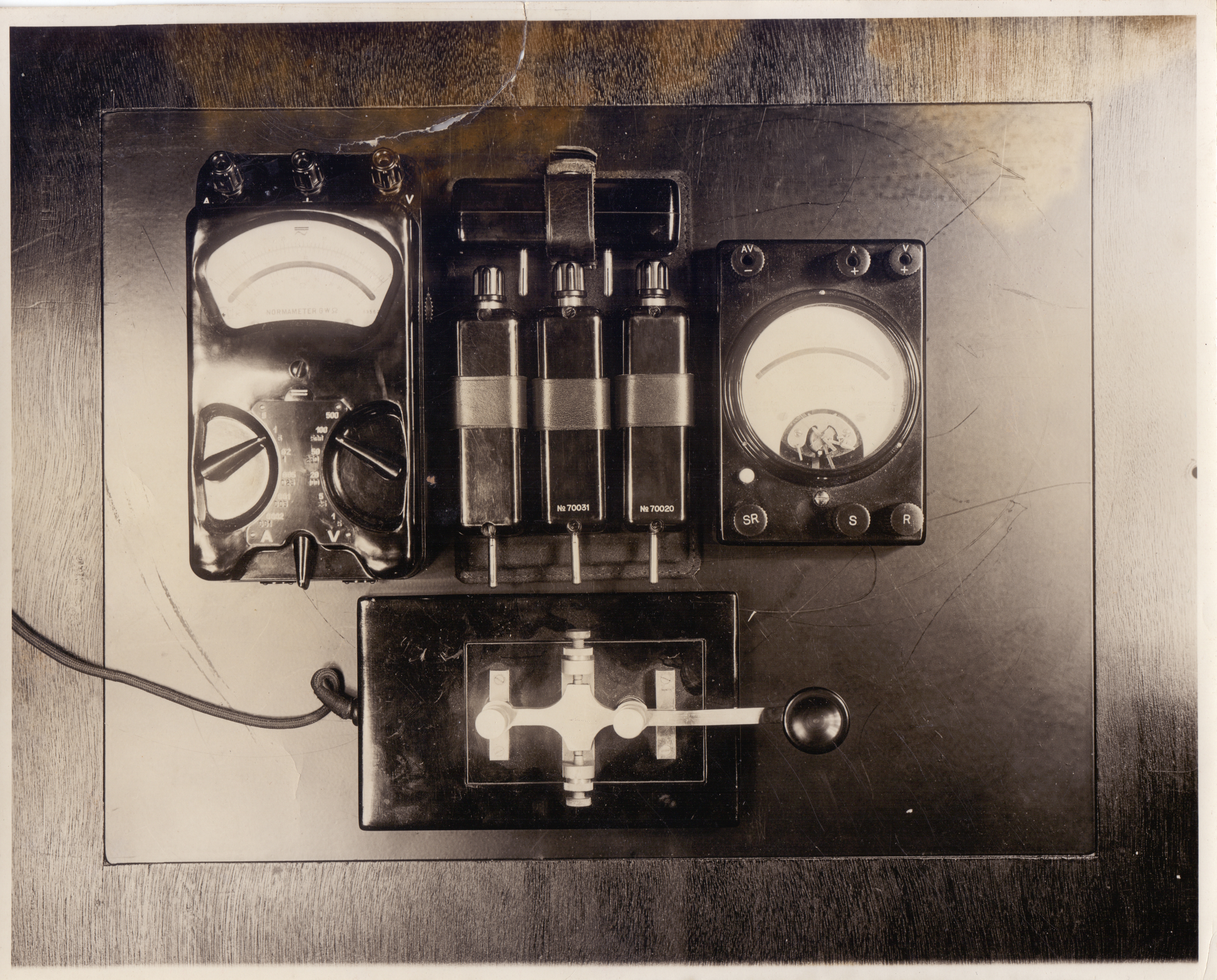

Radiotelegrafisté vysílaček Sparta
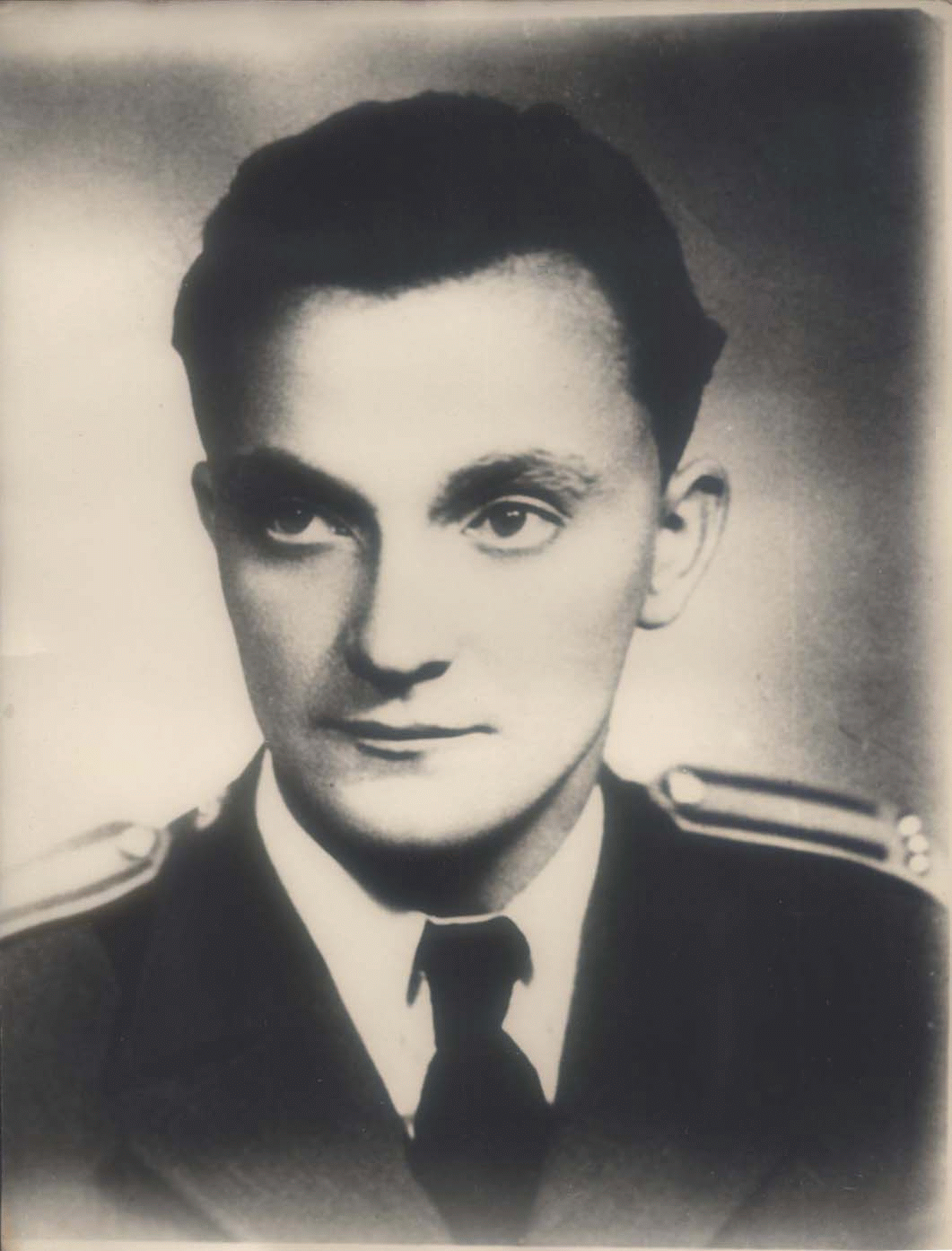
František Peltán
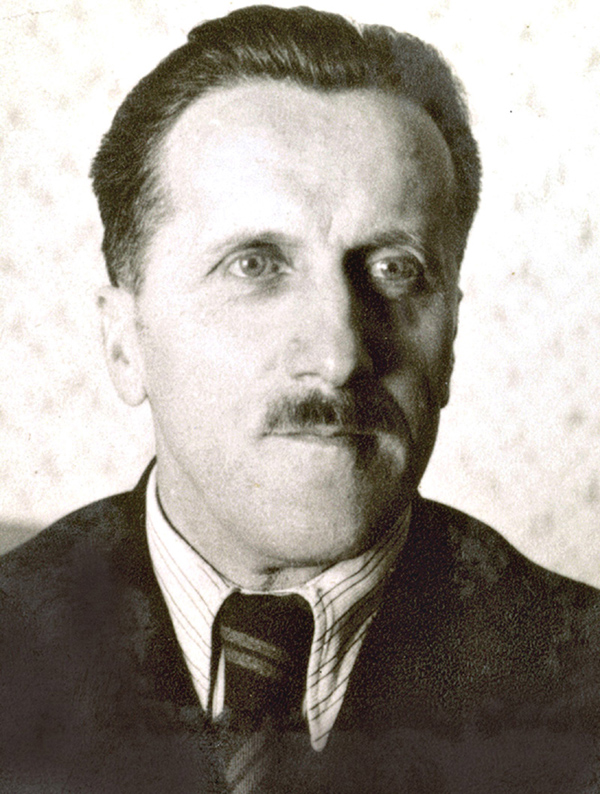
Otto Linhart
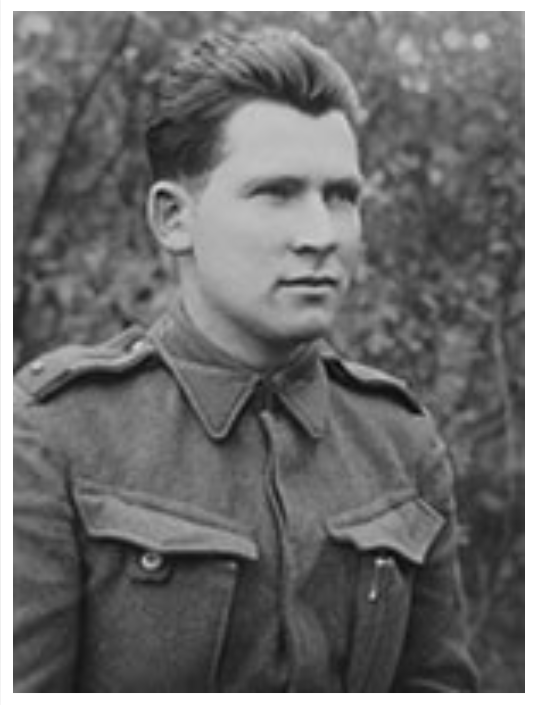
Jindřich Klečka
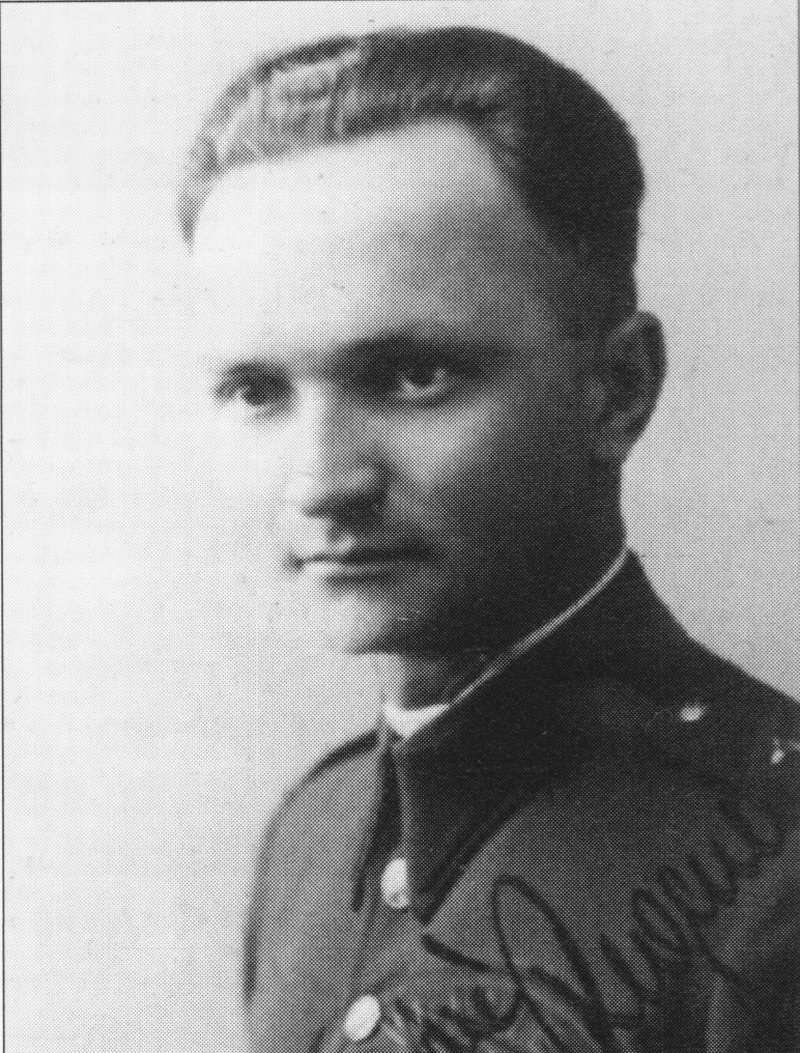
André Regenermel
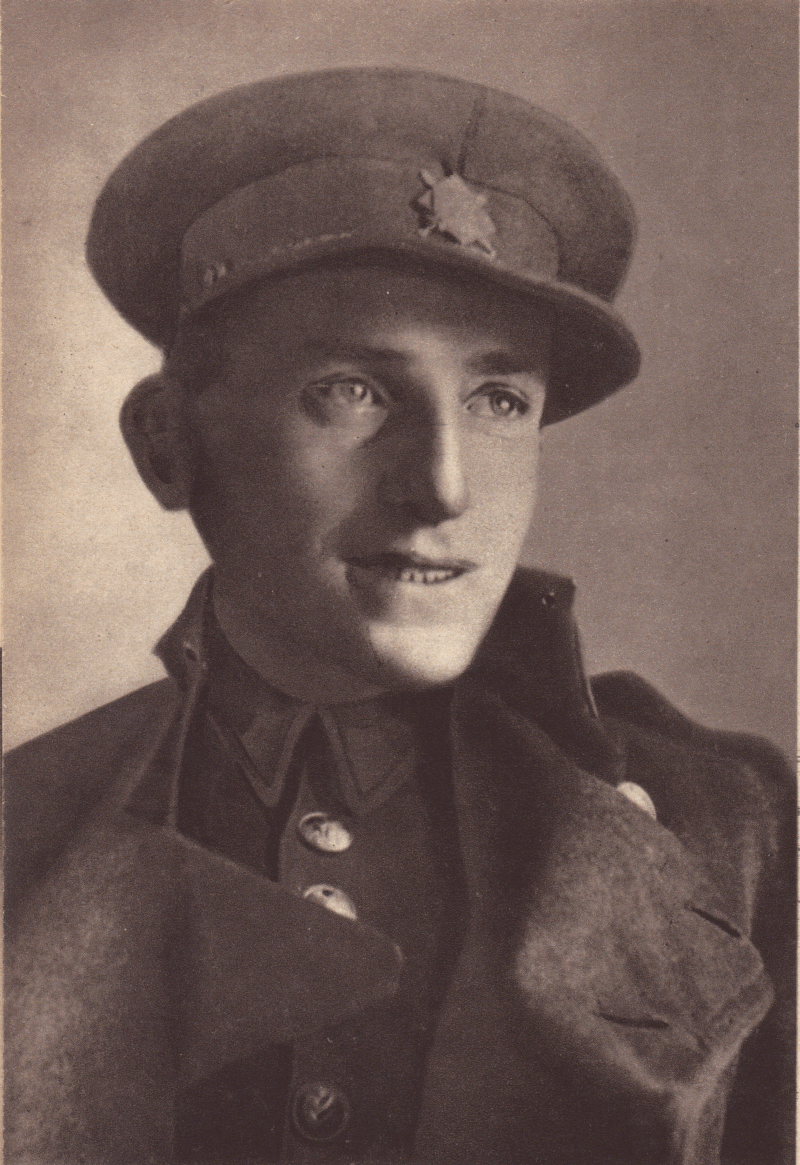
Václav Morávek